# Batalla de San Juan del Monte
La batalla de San Juan del Monte tuvo lugar en 30 de agosto de 1896. La batalla es considerada el primer combate real de la revolución filipina en busca de la independencia respecto del imperio español.
La batalla fue improvisada consecuencia del fracaso de Andrés Bonifacio y unos 800 miembros del Katipunan, armados con "bolos" (cuchillos largos), lanzas y unos pocos fusiles, en su intentona de entrar en la zona amurallada de Manila (Intramuros). ese mismo día. Era un intento de asaltar las principales instituciones de poder españolas y terminar con el dominio español en el archipiélago en un golpe de mano. El ataque a Manila fue un ejemplo de descoordinación. Las fuerzas de Bonifacio no fueron reforzadas por la columna que debería haber llegado desde Cavite y Tondo. No se pudo tomar la central eléctrica de Manila ·-"La Electricista"-, en la calle San Sebastián, y dejar a oscuras la capital. Las tropas filipinas que defendían la ciudad no facilitaron la entrada de Bonifacio y sus hombres... Un completo desastre. 
Tras el fracasado plan de entrada en Intramuros y en su retirada nocturna, sobre las 4 de la madrugada, Bonifacio y los suyos decidieron atacar el polvorín de San Juan del Monte, a las afueras de la ciudad. Una acción que claramente debió ser previa al ataque a Manila. El polvorín estaba defendido por una docena de soldados filipinos con un par de mandos españoles. A pesar de la inferioridad numérica los españoles se defendieron bien del primer envite, en el que tuvieron dos muertos, y consiguieron refugiarse en el sólido edificio del "Depósito", el edificio de la administración de aguas de Manila. Los fusiles Remington de los defensores detuvieron en seco el ataque y los katipuneros apenas hicieron otra cosa que sostener el asedio. Se pudo informar a Manila del suceso y rápidamente se enviaron refuerzos al mando del ayudante del Capitán General de Filipinas, el general Bernardo Echaluce Jaúregui. Este y sus 100 hombres del 73.er Regimiento de infantería "Jolo" llegaron por la mañana  y dispersaron y persiguieron a los asaltantes hasta el distrito de Santa Mesa. Los katipuneros consiguieron pasar el río Pasig en barcas, huyendo de las tropas españolas, no sin muchas bajas.
El resultado del ataque fue desastroso, más de 150 katipuneros resultaron muertos y unos 200 apresados. Los españoles no tuvieron más bajas que las dos iniciales. Este desastre supuso un duro golpe para el prestigio de Andrés Bonifacio como líder militar y permitió el surgimiento de nuevos líderes, como Emilio Aguinaldo.